# Dôme Rouge
Le dôme Rouge est une montagne des îles Kerguelen s'élevant à 363 m d'altitude.

## Histoire
Lors de son voyage aux Kerguelen en 1928-1929, Edgar Aubert de la Rüe écrit : « Ce secteur privilégié s'étendait jusqu'au dôme Rouge, puissante masse de trachyte d'une patine roussâtre, haute de 350 mètres et qui surgit à 6 km environ à l'Ouest de Port-Jeanne-d'Arc. Cette coupole, reconnaissable de très loin, domine le Halage Swains, étroite langue de terre basse séparant le fond du golfe du Morbihan de la baie des Swains... ». Aubert de la Rüe escalade le dôme Rouge et à son sommet trouve dans le creux d'un rocher un papier daté du 17 février 1930 comportant le nom pratiquement effacé d'un membre de l'expédition du Discovery II commandée par Douglas Mawson. Il apprend ainsi le passage de l'explorateur australien un an plus tôt, entre ses deux missions aux Kerguelen.
Au pied du dôme Rouge, Aubert de la Rüe découvre des cristaux verts et limpides d'olivine.